# 春日井站 (JR東海)
春日井站（日语：／ Kasugai eki */?）是位於愛知縣春日井市上條町一丁目，屬於東海旅客鐵道（JR東海）、日本貨物鐵道（JR貨物）中央本線的鐵路車站。

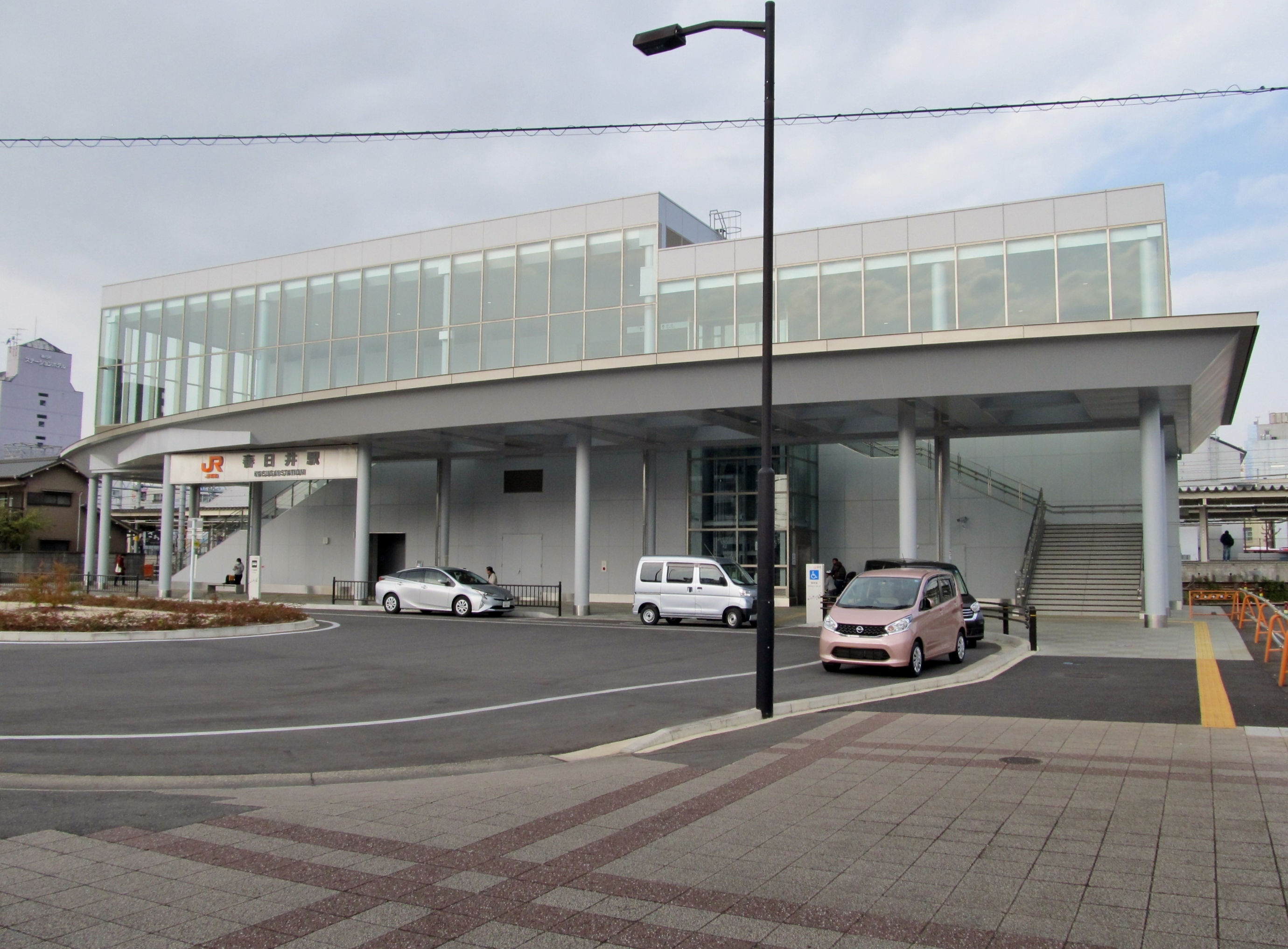
南口(2018年12月)

## 車站結構

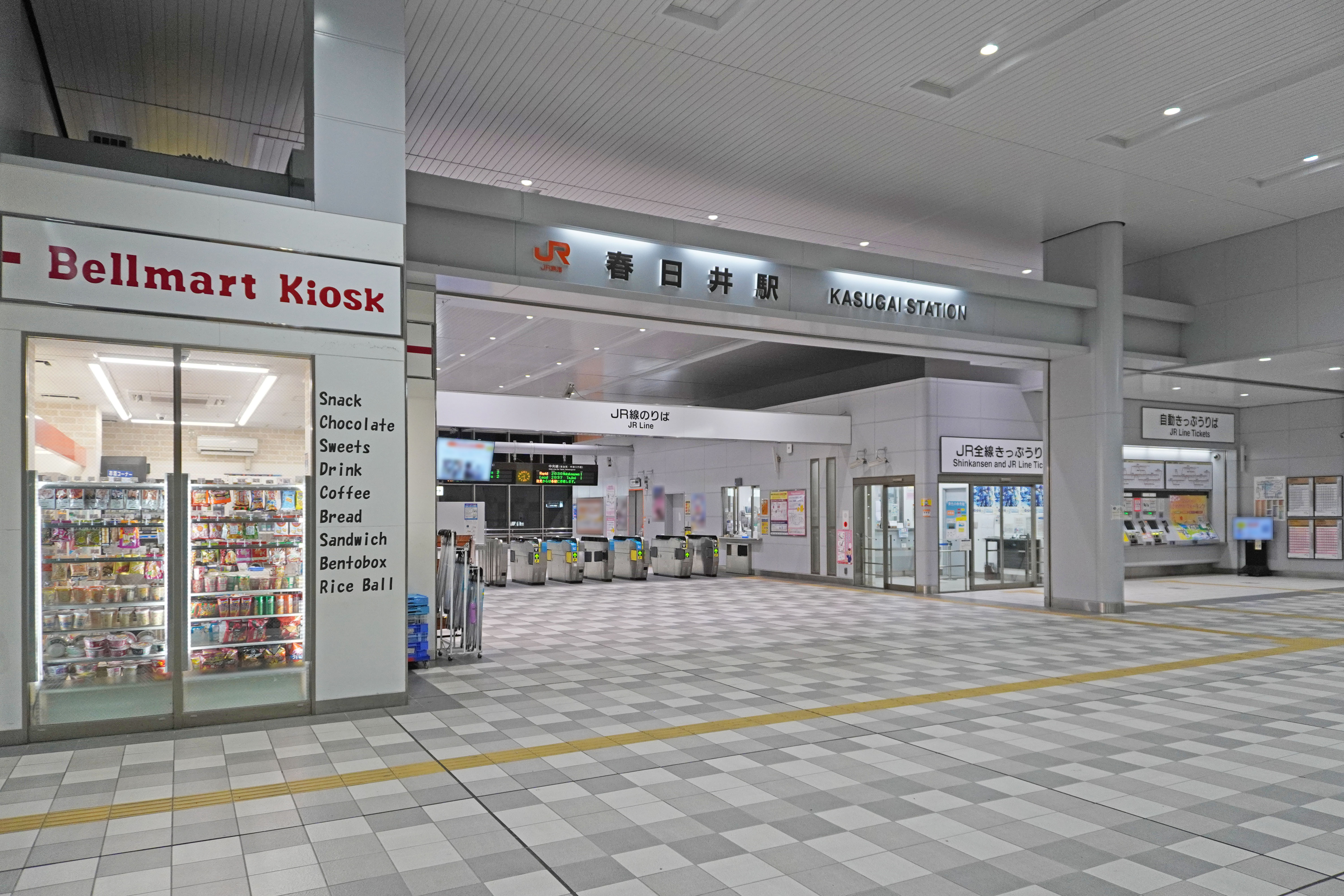
驗票口(2023年1月)

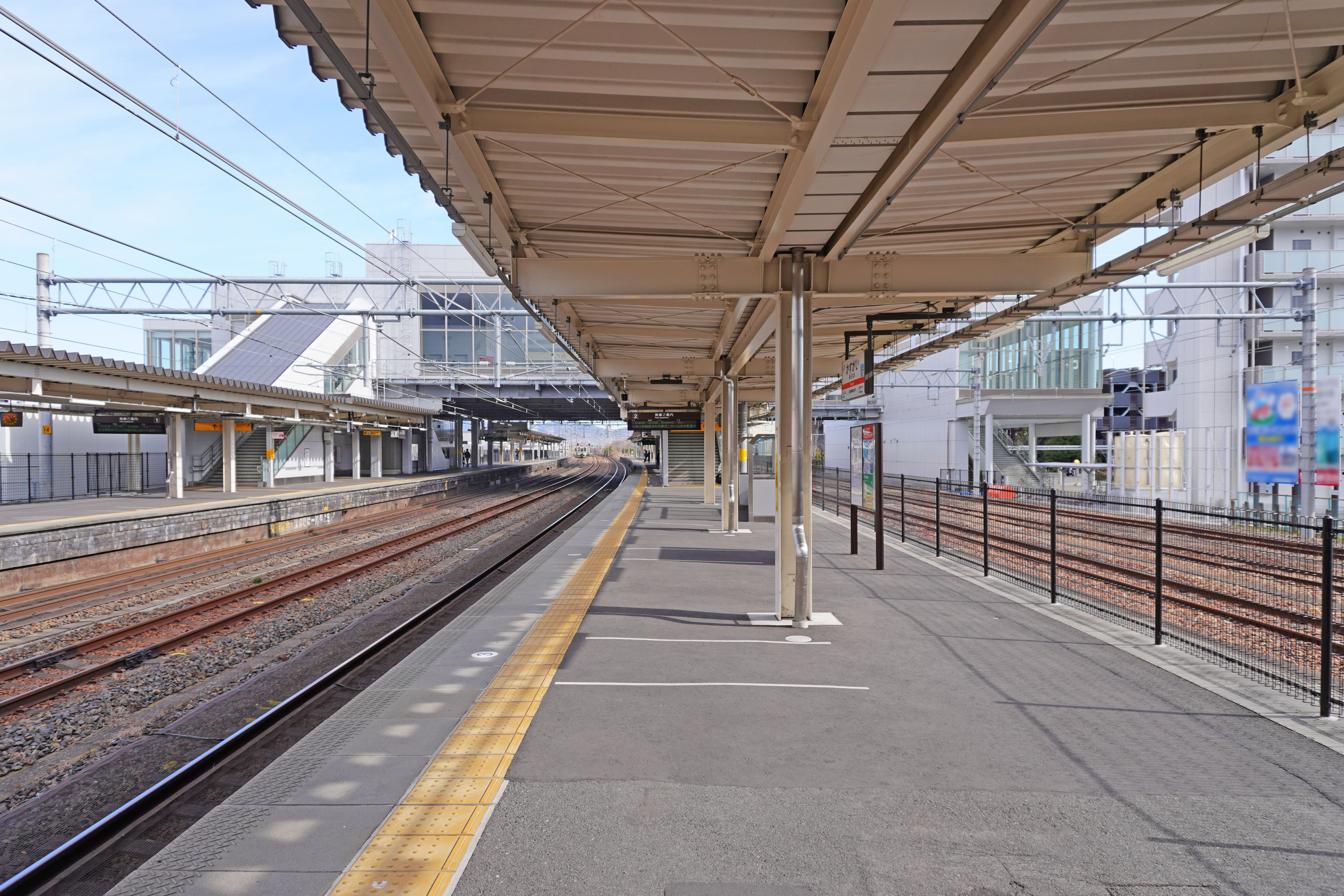
月台(2023年1月)

本站的北驗票口與側式月台接鄰1面1線、北口與南口之間有島式月台1面2線。
| 月台 | 路線     | 方向     | 目的地             |
| ---- | -------- | -------- | ------------------ |
| 1    | 中央本線 | 下行     | 多治見、中津川方向 |
| 2    | 中央本線 | 上行     | 名古屋方向         |
| 3    | 預留月台 | 預留月台 | 預留月台           |

## 使用情況
根據「春日井市統計書」，此站的一日平均上車人次如下表。
| 年度   | 一日平均 上車人次 |
| ------ | ----------------- |
| 2003年 | 16,175            |
| 2004年 | 15,978            |
| 2005年 | 16,127            |
| 2006年 | 15,953            |
| 2007年 | 16,228            |
| 2008年 | 16,792            |
| 2009年 | 15,724            |
| 2010年 | 15,650            |
| 2011年 | 15,487            |
| 2012年 | 15,473            |
| 2013年 | 15,672            |
| 2014年 | 15,432            |
| 2015年 | 15,640            |
| 2016年 | 15,713            |
| 2017年 | 15,818            |
| 2018年 | 15,819            |

## 相鄰車站
東海旅客鐵道
 中央本線
■快速
高藏寺（CF09）－春日井（CF07）－勝川（CF06）
■普通
神領（CF08）－春日井（CF07）－勝川（CF06）

### 來源
1. 1 2  駅構内の案内表記。これらはJR東海公式サイトの各駅の時刻表 （页面存档备份，存于）で参照可能（駅掲示用時刻表のPDFが使われているため。2015年1月現在）。

- 春日井市統計書

## 外部連結
- 春日井 - 東海旅客鐵道